# Сипітий Костянтин Мартинович
Костянтин Мартинович Сипітий (21 травня 1916, село Супротивна Балка, тепер Новосанжарського району Полтавської області — 25 жовтня 1992, місто Горлівка Донецької області) — український радянський діяч, новатор виробництва, бригадир комплексної бригади будівельного управління № 1 тресту «Горлівськжитлобуд» Сталінської (Донецької) області. Герой Соціалістичної Праці (26.04.1957). Депутат Верховної Ради УРСР 7—8-го скликань.

## Біографія
Народився у селянській родині. Разом із сім'єю переїхав до міста Горлівки на Донбасі.
З березня 1940 року — у Червоній армії. Учасник німецько-радянської війни з червня 1941 року. Служив каптенармусом 1-го дивізіону 102-ї гаубичної артилерійської бригади Великої потужності Резерву головного командування. Воював на Західному, Брянському, 2-му Прибалтійському, 3-му Білоруському, 1-му Прибалтійському фронтах.
Член ВКП(б) з 1946 року.
З кінця 1940-х років — штукатур, бригадир штукатурів Горлівського будівельного управління № 1 тресту «Артемжитлобуд» Міністерства будівництва підприємств вугільної промисловості УРСР Сталінської області, бригадир комплексної бригади комуністичної праці будівельного управління № 1 тресту «Горлівськжитлобуд» Сталінської (Донецької) області. Ініціатор змагання за комуністичну працю серед будівельників міста Горлівки. У 1963 році бригада Сипітого виконала семирічний план при високій якості будівельних робіт.
Потім — на пенсії у місті Горлівці Донецької області.

## Звання
- старший сержант

## Нагороди
- Герой Соціалістичної Праці (26.04.1957)
- орден Леніна (26.04.1957)
- орден Вітчизняної війни 2-го ступеня (6.04.1985)
- ордени
- медаль «За бойові заслуги» (12.06.1945)
- медалі
- почесний громадянин міста Горлівки